# William Howard (vicomte Andover)
Pour les articles homonymes, voir William Howard et Howard.
William Howard, titré par courtoisie vicomte Andover (23 décembre 1714 - 15 juillet 1756), d’Elford Hall, dans le Staffordshire, est un homme politique britannique conservateur qui siège à la Chambre des communes de 1737 à 1747. 

## Biographie
Il est le fils aîné survivant de Henry Howard (11e comte de Suffolk) et de son épouse Catherine Graham, fille du colonel James Grahme et de Dorothy Howard. De 1725 à 1728, il fait ses études au Collège d'Eton. Il épouse Lady Mary Finch, fille de Heneage Finch (2e comte d'Aylesford) le 6 novembre 1736. 
Il est élu sans opposition en tant que député conservateur de Castle Rising lors d'une élection partielle le 16 avril 1737. Il vote contre le gouvernement sur la convention espagnole de 1739 et sur le bill de 1740. En février 1741, il est l'un des conservateurs qui se sont retirés de la requête en destitution de Walpole. Il est réélu sans opposition aux Élections générales britanniques de 1741 mais ne se présente pas en 1747. 
Il est décédé le 15 juillet 1756. Lui et sa femme ont eu un fils Henry Howard (12e comte de Suffolk) et trois filles. 